# Paulo Rink
Paulo Roberto Rink (ur. 21 lutego 1973 w Kurytybie) – brazylijski piłkarz z niemieckim paszportem, grający na pozycji napastnika. Z reprezentacją Niemiec, w której barwach rozegrał 13 meczów, wystąpił na Mistrzostwach Europy 2000.

## Sukcesy piłkarskie
- wicemistrzostwo Niemiec 2000 z Bayerem Leverkusen

W reprezentacji Niemiec od 1998 do 2000 roku rozegrał 13 meczów – start w Mistrzostwach Europy 2000 (runda grupowa).